# Selaincourt
Selaincourt é uma comuna francesa na região administrativa do Grande Leste, no departamento de Meurthe-et-Moselle. Estende-se por uma área de 10.86 km², e possui 184 habitantes, segundo o censo de 2018, com uma densidade de 17 hab/km².